# Paulilatino
Paulilatino ist eine italienische Gemeinde (comune) mit 2105 Einwohnern (Stand 31. Dezember 2023) in der Provinz Oristano auf Sardinien. Die Gemeinde liegt etwa 24,5 Kilometer nordöstlich von Oristano.

## Geschichte
Aus der Zeit der Nuraghenkultur finden sich zahlreiche Hinweise, so dass die Gemeinde ein reicher archäologischer Fundort ist. Daneben finden sich einige Gigantengräber und Brunnenheiligtümer. 

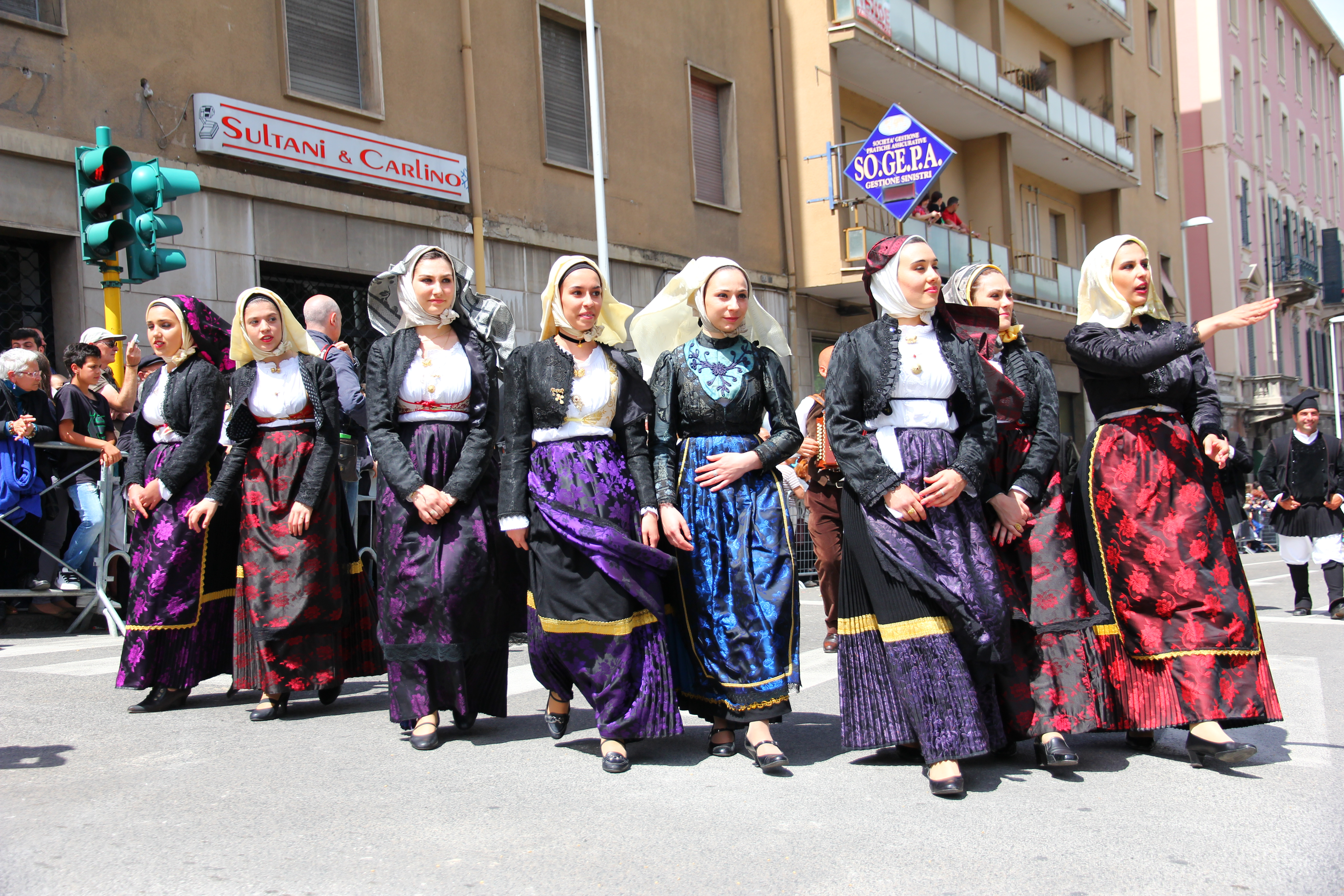
Traditionelle Tracht

## Verkehr
Der Bahnhof von Paulilatino liegt an der Bahnstrecke Cagliari–Golfo Aranci Marittima. Durch die Gemeinde führt die Strada Statale 131 Carlo Felice von Cagliari nach Porto Torres.